# 钉头果
钉头果（学名：Gomphocarpus fruticosus）是夹竹桃科蘿藦亞科钉头果属的植物，原產於南非。这种植物的组织内含有足够量的强心甾，食用大量植物的叶子、茎或果实可能会导致牲畜和人类死亡。
这种植物，也被称为“窄叶棉丛”（英語：Narrow leaf cotton bush），已在西澳大利亚州正式宣布为有害农作物。
分布在欧洲、地中海以及中国大陆的华北、云南等地。廣泛應用於園藝植栽及插花佈置用。
该物种与钝钉头果密切相关。

## 描述
钉头果是一种灌木，有几个直立的茎，高可达两米，花黄绿色。果实是一个大的囊状豆荚，每个种子都有一簇长长的丝状毛发，可被用作纺织纤维。